# Niemierza (kasztelan wyszogrodzki)
Niemierza – kasztelan wyszogrodzki w latach 1288–1296, następnie wojewoda nakielski.
Pochodził z wielkopolskiego rodu Nałęczów. Był synem Dzierżykraja, sędziego kaliskiego.
Jego bratem był Wincenty ze Słupowa, a bliskim krewnym wojewoda poznański Dobrogost z Dzwonowa.
Kasztelanem wyszogrodzkim został z nadania księcia Wielkopolski Przemysła II po tym, jak w wyniku umowy książąt Mściwoja II i Przemysła II nastąpiła integracja Pomorza Gdańskiego z Wielkopolską.
Oba księstwa nie tylko prowadziły wspólną politykę zagraniczną, ale także ważniejsze sprawy wewnętrzne odbywały się za obopólną zgodą możnych z obu dzielnic. Przy czym od początku daje się zauważyć znaczna przewaga Wielkopolski.
14 maja 1288 r. w Rzepce doszło do spotkania obu książąt i formalnego przekazania terytorium wyszogrodzkiego (bez Serocka i okolic) księciu wielkopolskiemu w zamian za pewne tereny w Małopolsce (Opole Skrzyńskie).
Wybór Niemierzy jest potwierdzeniem związków Wyszogrodu z Wielkopolską w tym czasie. Taki stan trwał do 1296 roku, kiedy kasztelanię wyszogrodzką Władysław Łokietek włączył do Kujaw. Ta właśnie data jest kresem urzędowania Niemierzy w Wyszogrodzie. W tej sytuacji został on przesunięty na bardziej prestiżowe stanowisko wojewody nakielskiego.